# Präriemås
Präriemås (Leucophaeus pipixcan) är en liten mås som häckar på prärien i norra Nordamerika.

## Utseende

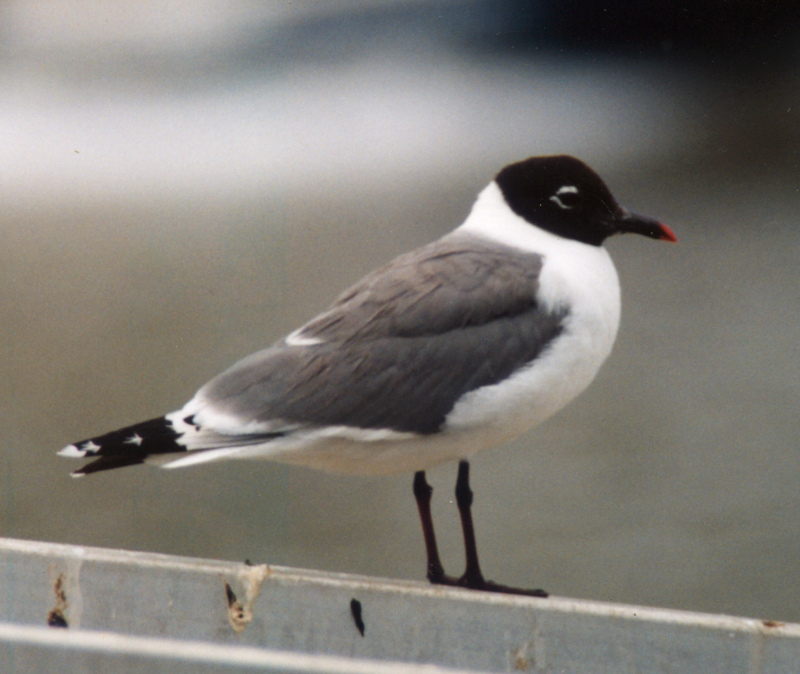
Adult i sommardräkt.

Präriemåsen är stor som en skrattmås och mäter 32–26 centimeter och har ett vingspann på 81–93 centimeter. Den kan egentligen bara förväxlas med sotvingad mås. Den har två åldersklasser. 
På sommaren har den adulta fågeln vit undersida medan rygg och ovansidan av vingarna är mörkgrå. Den har svart huvud med tydliga vita kanter runt ögat. Vingspetsen är svart med ett yttre och ett inre vitt band. Näbb och ben är röda. 

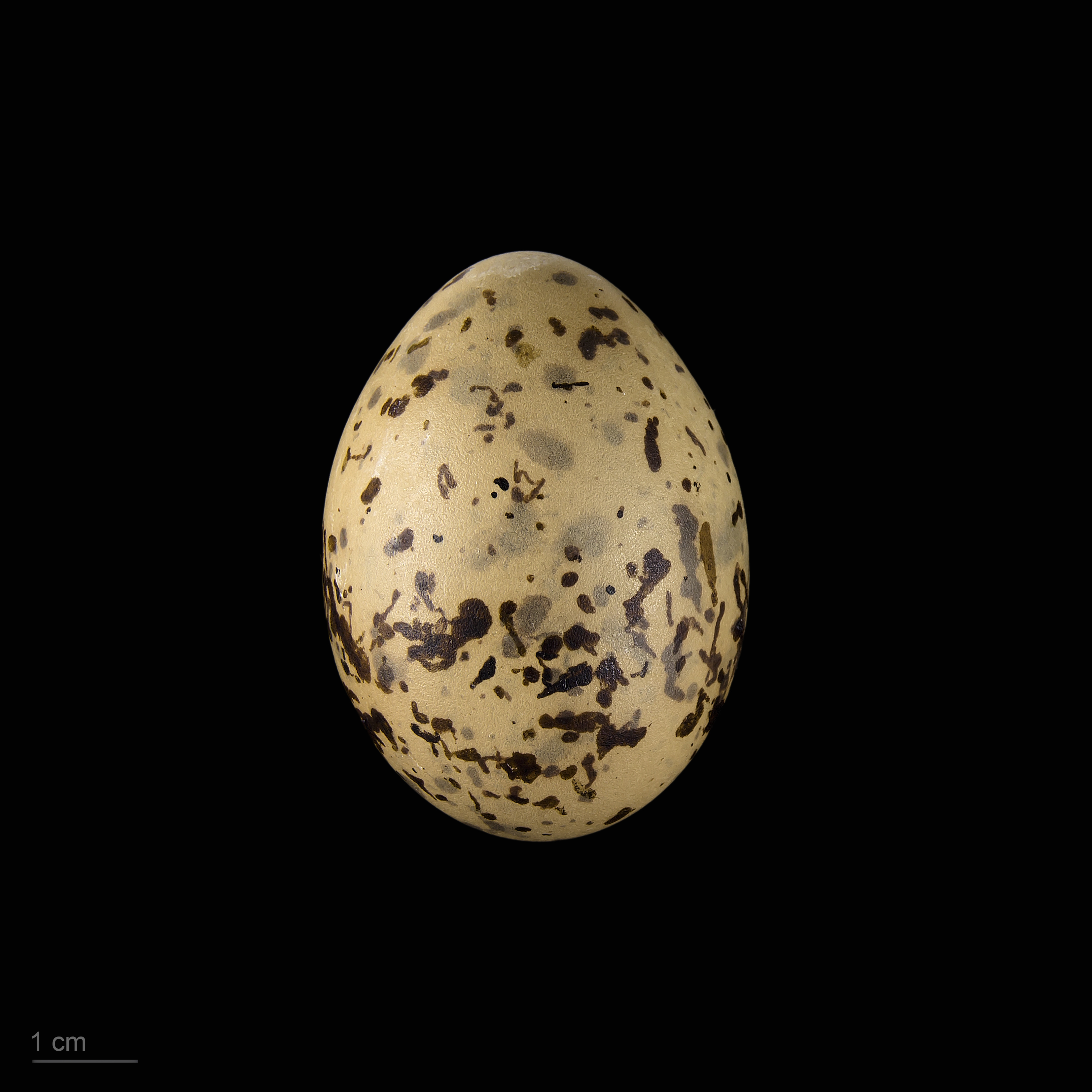
Leucophaeus pipixcan

Adult i vinterdräkt har liknande dräkt men bara med en antydan av svarta hätta på huvudet. Juvenila fåglar har mindre utvecklad hätta och saknar de vita banden på vingspetsarna.

## Läten
Lätena liknar sotvingade måsens, men är mer ihåliga och mindre fylliga.

## Utbredning
Den häckar i Kanadas centrala provinser och närliggande stater i norra USA. Det är en flyttfågel och övervintrar i Karibien, Peru och Chile. Präriemåsen observeras sällan utmed Nordamerikas kuster men enstaka individer har observerats i nordvästra Europa, Syd- och Västafrika, Australien och Japan.

### Förekomst i Sverige
Präriemåsen är en mycket sällsynt gäst i Sverige och har observerats vid sju tillfällen, första gången 1978 på Visingsö och senast 1991.

## Ekologi
Präriemåsar häckar i kolonier i anslutning till sjöar på prärien. Boet byggs på marken, eller ibland flytande på vattenytan. De två eller tre äggen ruvas i ungefär tre veckor innan de kläcks. Likt flertalet andra måsar är den allätare och letar både efter as och jagar små levande byten.

### Släktestillhörighet
Länge placerades merparten av måsarna och trutarna i släktet Larus. Genetiska studier visar dock att arterna i Larus inte är varandras närmaste släktingar. Pons m.fl. (2005) föreslog att Larus bryts upp i ett antal mindre släkten, varvid präriemåsen placerades i Leucophaeus. Amerikanska  American Ornithologists' Union (AOU) följde rekommendationerna i juli 2007. Brittiska British Ornithologists’s Union (BOU) liksom Sveriges ornitologiska förenings taxonomikommitté (SOF) valde dock initialt att behålla arterna urskilda i Leucophaeus i Larus eftersom studier inte visar på några osteologiska skillnader släktena emellan. Efter att även de världsledande auktoriteterna Clements m.fl. och International Ornithological Congress IOC erkände Leucophaeus följde även SOF (då under namnet BirdLife Sverige) efter 2017. BirdLife International inkluderar dock fortfarande Leucophaeus i Larus.

## Status och hot
Arten har ett stort utbredningsområde och en stor population, och tros öka i antal. Utifrån dessa kriterier kategoriserar internationella naturvårdsunionen IUCN arten som livskraftig (LC).